# Enrique Bertrix
Enrique Bertrix (* 30. Juni 1895 in Santiago de Chile; † 25. Mai 1915 in Nordfrankreich) war ein chilenischer Maler.
Der Sohn französischer Einwanderer war einer der jüngsten Schüler von Fernando Álvarez de Sotomayor und zählte zum Kreis der Maler der Generación del Trece. Er reiste 1914 nach Europa, um auf der Seite Frankreichs am Ersten Weltkrieg teilzunehmen und fiel knapp zwanzigjährig in der Lorettoschlacht.
Bertrix' Werke wurden mehrfach im Salón Oficial ausgestellt und ausgezeichnet. 1916 ehrte ihn der Salón Francisco Conely posthum mit einer Einzelausstellung. Mehrere seiner Gemälde befinden sich im Besitz des Museo Nacional de Bellas Artes.

## Werke
- Retrato de Andre Plonka
- Retrato de mi hermana
- Retrato del autor
- Retrato del Pintor Fernando Meza
- Cabeza de Mujer, pastel sobre tela
- Retrato de la madre del pintor